# Odynerus rhizophorarum
Odynerus rhizophorarum är en stekelart som beskrevs av Joseph Charles Bequaert.
Odynerus rhizophorarum ingår i släktet lergetingar, och familjen Eumenidae. Inga underarter finns listade i Catalogue of Life.